# Ian Harding
Ian Harding (Heidelberg, 16 de setembre de 1986) és un actor dels Estats Units.
Harding va néixer a Heidelberg, Alemanya. La seva família vivia allà quan Ian va néixer debut a que el seu pare és militar, la seva família es va mudar a Virgínia uns anys més tard, on es va unir al club de drama del seu institut, la preparatòria Georgetown. Anys més tard va decidir estudiar interpretació en la Universitat Carnegie Mellon. El seu primer treball professional en l'any 2009, va ser en la pel·lícula de Greg Mottola, Adventureland, protagonitzada per Jesse Eisenberg, on també va actuar Kristen Stewart. Aquell mateix any va filmar el film de terror Deadtime Stories. Ian va començar la seva carrera televisiva participant en un episodi de la sèrie NCIS: Los Angeles, en 2010. Actualment interpreta a Ezra Fitz en la sèrie de ABC Family Pretty Little Liars.

## Filmografia
| Any  | Pel·lícula           | Paper             | Notes |
| ---- | -------------------- | ----------------- | ----- |
| 2009 | Deadtime Stories     | Ryan              |       |
| 2009 | Adventureland        | Wealthy Prepster  |       |
| 2010 | Love and Other Drugs | Pfizer Trainee #1 |       |